# Chiesa di San Michele Arcangelo (Scanno)
La chiesa di San Michele Arcangelo è sita a Scanno, comune nella provincia dell'Aquila.

## Struttura

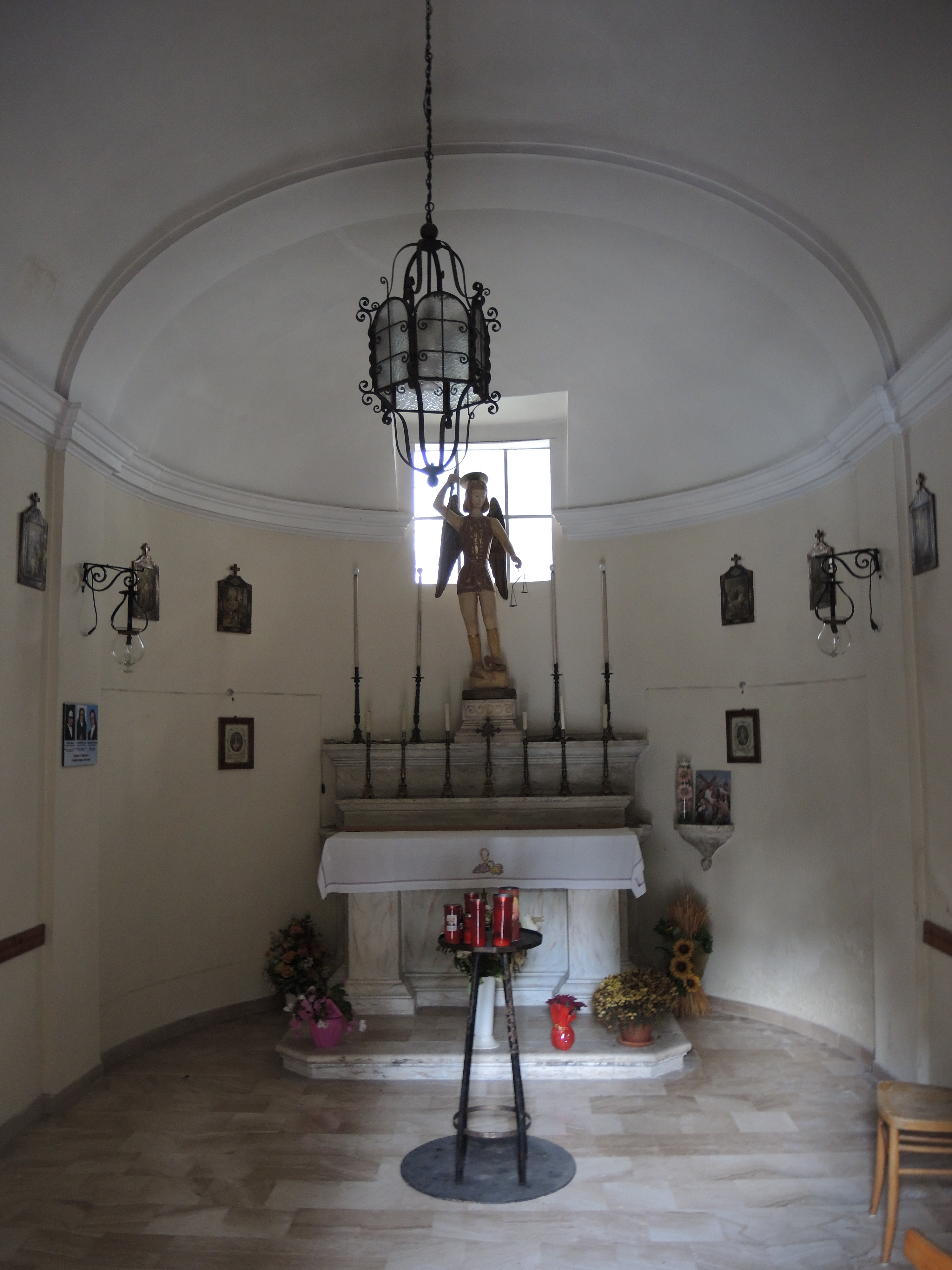
Interno

Si accede alla chiesa mediante il vialone principale del suddetto cimitero.
L'interno è ad un'unica navata pressoché quadrata su cui spicca la statua del santo intestatario della chiesa mentre tenta di uccidere un dragone con la sua spada sguainata. La statua è del 1600.
L'altare, rispetto alla statua, sembra minuto.
L'esterno, mirabile già dall'accesso al cimitero, è a portico sormontato da un frontone triangolare ed antistante colonnato, portico accessibile tramite una piccola scalinata.

## Storia
La chiesa risulta essere costruita già nel 1576.
Nel 1612 risulta nominata come Ecclesia Sancti Angeli extra moenia.
Nel 1650, secondo l'archivio della parrocchia principale di Scanno, un certo "Pascalone di Marino" ne risulta il fondatore.

## Fonte
- Sito ufficiale di Scanno (vedi la sezione Sant'Angelo)